# Helenenkapelle (Hohenlychen)

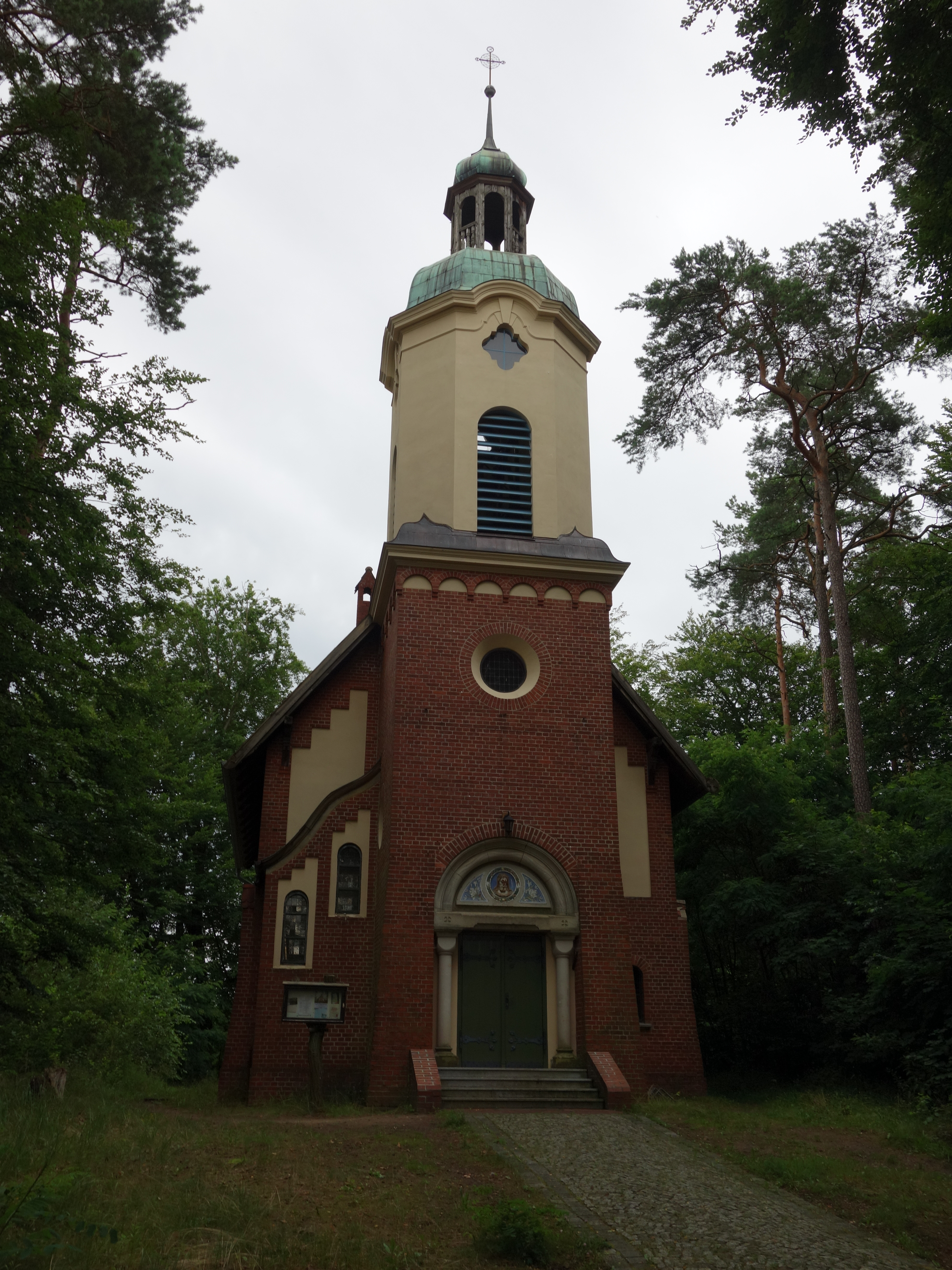
Die Helenenkapelle im Jahr 2017

Die denkmalgeschützte Helenenkapelle in der Pannwitzallee in Lychen war die Anstaltskapelle der Heilstätten Hohenlychen.

## Geschichte
Nachdem die Heilstätten 1902 von Gotthold Pannwitz gegründet worden waren, sollte 1904 die Ergänzung um eine Kapelle erfolgen. Gefördert wurde der Bau durch eine Stiftung des Professors Dr. Heinrich Venn. Mit der Planung wurden die Architekten Paul Hakenholz und Paul Brandes beauftragt. Baubeginn war am 25. Februar 1904, Richtfest am 21. April desselben Jahres und die Einweihung fand am 22. Oktober 1904, dem Geburtstag der Kaiserin, statt. Warum die Kapelle Helena geweiht wurde, scheint nicht mehr bekannt zu sein. 
In der Kapelle fanden abwechselnd evangelische und katholische Gottesdienste statt; sie wurde auch für Trauungen und Taufen genutzt. 1945 wurde das Gelände der Heilstätten von der sowjetischen Armee besetzt, die die Kapelle zum Treibstofflager umfunktionierte. Dabei wurden Altar, Kanzel und Gestühl zerstört und die Fenster vermauert und verbrettert. Die Wände wurden mit Leimfarbe überstrichen. Das Heilstättengelände blieb bis 1993 in den Händen des Militärs, danach blieb die beschädigte Kapelle zunächst ungenutzt.
Der 1999 gegründete Verein „Heilstätten Hohenlychen e. V.“ fasste den Plan, die Helenenkapelle zu sanieren und als Veranstaltungsort zu nutzen. Er schloss mit der Stadt, auf deren Gelände die Kapelle steht, im Jahr 2002 einen Pachtvertrag ab und bemühte sich zunächst, die Geruchsbelastung durch die mit Diesel und Öl getränkten Holzteile der Kapelle zu reduzieren sowie die Fenster freizulegen und zu restaurieren bzw. zu ersetzen. Außerdem hatte er bis zum hundertsten Jahrestag der Einweihung der Helenenkapelle die Außentüren restauriert und Bänke für Besucher gebaut.
Anlässlich des hundertsten Jahrestags der Einweihung der Helenenkapelle wurde im Rahmen einer Veranstaltung an die Geschichte der Kapelle erinnert. Im selben Jahr wurde der Verein vom Förderkreis Alte Kirchen Berlin-Brandenburg ausgezeichnet und erhielt 2500 Euro als „Startkapital“. Weiteres Geld für die Sanierung der Kirche kommt durch den seit 2004 jährlich stattfindenden Hohenlychener Kultursommer zusammen.
Die Kapelle ist von Mai bis September geöffnet.

## Beschreibung
Die Kapelle ist ein einschiffiger, ursprünglich unverputzter Ziegelbau in romanisierenden Formen mit rechteckigem Grundriss, der ursprünglich an der Ostseite eine halbrunde Apsis hatte. Dieser ist von außen allerdings nicht mehr zu erkennen, da die Heilstätten hier in der Zeit des Dritten Reiches um einen Obduktionstrakt erweitert wurden. Die Helenenkapelle ist äußerlich der benachbarten Viktoria-Luise-Kinderheilstätte angepasst, in Ost-West-Richtung ausgerichtet und besitzt an ihrer Westseite einen Turm. Dieser wurde Dr. Venns Wünschen folgend in barockisierenden Formen und abweichend von den ursprünglichen Plänen gestaltet. Er besitzt einen polygonalen Schaft und ist mit geschweiftem Helm und Laterne versehen. 
Das neoromanische Portal auf der Westseite ist von Säulen mit Würfelkapitellen flankiert, der Portalbogen mit einem Christuskopf und Rundstab verziert, die Holztüren besitzen rustikale Beschläge.
Das Kirchenschiff wurde von einem Kunstmaler namens Plinke aus Hannover ausgemalt. Zum bildlichen Schmuck gehörten zwei überlebensgroße singende Engelsgestalten am Triumphbogen. Die Decke bildete ein mit Sternenmalerei versehenes Tonnengewölbe. 
Die Fenster wurden mit farbigen Bleiverglasungen ausgestattet, die von Gottfried Heinersdorff & Co. aus Berlin stammten. Die Altarnische wurde durch zwei Stufen vom Hauptraum abgesetzt und mit drei Fenstern versehen. Die in Dreiergruppen angeordneten Fenster wurden von Staatsminister Karl von Thielen und seiner Frau gestiftet. Unter der Altarnische wurde eine Gruft eingerichtet. 
Der Altar war mit einer kostbaren Decke und einfachem Altargerät ausgestattet. Links vom Altar befand sich die Kanzel mit einer holzgeschnitzten Balustrade auf einem frühgotischen Säulenbündel. Gegenüber der Altarnische gab es eine Empore, die der Orgel und dem Kinderchor Platz bot.
Von der Orgel waren nach Abzug der sowjetischen Militärs nur noch das Gehäuse und drei Pfeifen vorhanden. Nach Aussage eines Ortsansässigen hatten russische Soldaten die Orgel mit einer Kalaschnikow beschossen.
Die drei Glocken des Geläutes bestehen aus Gussstahl. Sie wurden im April 1904 vom Bochumer Verein in Bochum gegossen.